# PGM-19
PGM-19 Юпитер (англ. PGM-19 Jupiter, до 1962 года носила обозначения B-78 и SM-78) — одноступенчатая баллистическая ракета средней дальности, разработанная в Соединённых Штатах во второй половине 1950-х годов, вторая после PGM-17 «Тор» БРСД в истории США. Считается, что размещение этих ракет в Италии и Турции в начале 1960-х годов вызвало ответную реакцию СССР, приведшую к Карибскому кризису.

## История

### Армейская программа
Разработка баллистической ракеты среднего радиуса действия, способной доставить ядерный заряд на расстояние до 1600 км была начата Редстоунским ракетным арсеналом Армии США по инициативе Вернера фон Брауна в 1954 году. Ракета рассматривалась как дальнейшее развитие баллистической ракеты малого радиуса действия PGM-11 Redstone в линейке армейских баллистических ракет и предназначалась для применения в масштабах театра военных действий с целью поражения стратегических тылов противника.
Начало разработки в 1955 году собственной БРСД ВВС США PGM-17 Thor повлияло на ход армейской программы. Армия, опасаясь, что все ракеты дальнего действия будут в итоге организационно переподчинены ВВС, объединила свою ракетную программу с флотом. В рамках проекта «Юпитер» предполагалось создать единую баллистическую ракету для корабельных и наземных пусковых установок. В результате, были установлены жёсткие требования по габаритам будущей ракеты.
В ноябре 1956 года, ВМФ США принял решение отказаться от совместной программы «Юпитер». Жидкостные ракеты, после тщательного анализа, были сочтены слишком неудобными и опасными для базирования на кораблях. Вместо них, ВМФ инициировал работы по программе «Jupiter S» (создания твердотопливной ракеты на основе «Jupiter»), впоследствии ставшей БРПЛ «Поларис». Лишившись поддержки ВМФ, Армия сдала позиции: в конце ноября 1956 года, решением министра обороны армии было запрещено разрабатывать ракетное оружие радиусом действия более 320 километров. Дальнобойные ракеты были переведены в подчинение ВВС.

### Программа ВВС
Несмотря на все перипетии с переподчинением, работы по программе шли полным ходом. В ноябре 1955 года был собран и успешно испытан ключевой элемент проекта — кислородно-керосиновый ракетный двигатель Rocketdyne S-3D. С целью отработки программы, её отдельные элементы испытывались при пусках экспериментальных ракет на базе «Redstone».
В марте 1956 года, корпорация «Крайслер» получила официальный контракт на всю линию ракет «Jupiter». Первый прототип «Jupiter-A» — поднялся в воздух в марте 1956 года. Её быстро сменила новая, более совершенная экспериментальная ракета «Юпитер-С» На ней отрабатывались такие элементы конструкции, как отделяемая головная часть и тепловая защита входящей в атмосферу боеголовки, для чего «Юпитер-С» был сделан трёхступенчатым: его головная часть имела несколько небольших твердотопливных двигателей для имитации динамических условий входа головной части боевой ракеты в атмосферу.

### Баллистическая ракета
Параллельно с созданием космического носителя, продолжались работы над боевой ракетой. Хотя ВВС США не относились особенно внимательно к армейской программе «Юпитер», отдавая явное предпочтение полностью собственной PGM-17 Thor («Тор»), тем не менее, работы над проектом было решено продолжить. В октябре 1957 года состоялся первый пуск прототипа боевой ракеты с обозначением SM-78. Испытания ракеты прошли сравнительно удачно, с малым числом аварий, что контрастировало с не слишком удачными первыми испытаниями «Тора».
В результате, 20 ноября 1957 года, ВВС США официально решили принять на вооружение обе ракеты. Хотя в 1957 году ограничения на разработку дальнобойных ракет с Армии были сняты, тем не менее армейское командование не стало настаивать на возвращении ракет «Юпитер» под свою юрисдикцию. Серия успешных испытаний прошла в 1958—1959 годах, но ряд сложностей политического характера задержал развёртывание ракет почти на два года.

## Конструкция
«Юпитер» была одноступенчатой жидкостной ракетой, с единственным двигателем, работающим на керосине и жидком кислороде.
Управление ракетой осуществлялось с помощью инерциальной системы ST-90, разработанной фирмой «Ford».
Боевой блок Mk 3 снаряжённый термоядерным зарядом типа W49 мощностью 1,44 Мт, был первой американской боеголовкой с абляционной тепловой защитой. За счёт этого, ракета могла входить в атмосферу под большим углом, что существенно улучшало её точность.
Важным преимуществом ракеты «Юпитер» была её, по крайней мере относительная, мобильность. В отличие от «Тора», стартовавшего только с заранее подготовленных позиций, «Юпитер» запускался с мобильной пусковой установки. Батарея ракет «Юпитер» включала три боевые ракеты и состояла из примерно 20 тяжёлых грузовиков, включая цистерны с керосином и жидким кислородом.
Ракета транспортировалась горизонтально, на специальной машине. Прибыв на место развёртывания, батарея устанавливала ракеты вертикально и возводила вокруг основания каждой ракеты «навес» из алюминиевых листов, укрывавший работающий над подготовкой к старту персонал и позволяющий обслуживать ракеты при любых погодных условиях. После установки, ракета требовала приблизительно 15 минут для заправки после чего была готова к запуску.

## Развёртывание

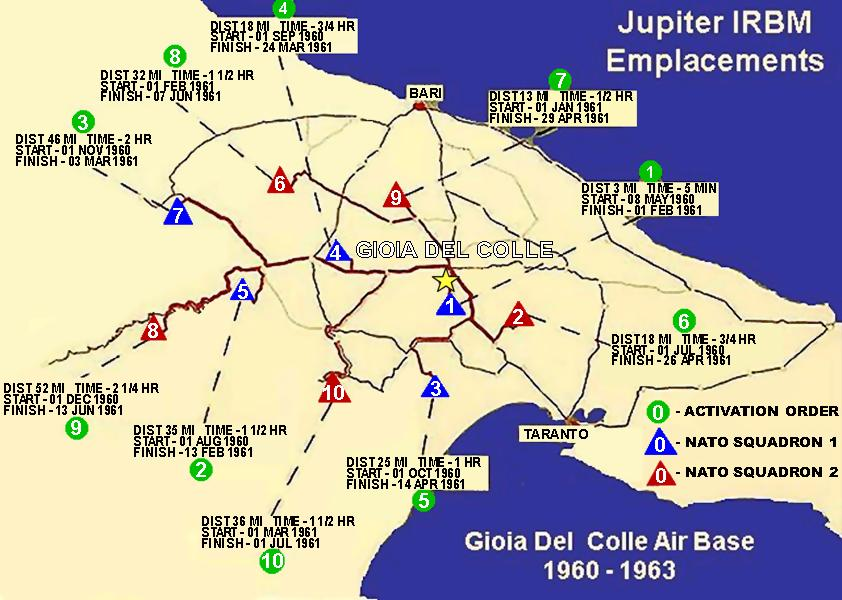
Позиции «Юпитеров» в Италии в 1961—1963 годах

В апреле 1958 года, после успешного завершения испытаний, Министерство обороны США объявило о намерении расположить три эскадрильи новых баллистических ракет во Франции. Предполагалось, что ракеты дополнят уже развёртываемый в Великобритании арсенал из 60 баллистических ракет «Тор». Ухудшение отношений между США и Францией в июне 1958 года привели к тому, что президент де Голль отказался рассматривать вопрос о размещении американских баллистических ракет во Франции.
Планировавшееся развёртывание ракет пришлось отложить. В поисках альтернативы ВВС США обратили внимание на южных союзников по НАТО — Италию и Турцию. С военной точки зрения обе эти страны представляли собой даже более удобные позиции для передового развёртывания ракет, чем Франция: базируясь в Италии, «Юпитеры», с их трёхтысячекилометровой дальностью, могли бы держать под прицелом стратегические объекты не только на территории союзников СССР по Варшавскому договору, но и в СССР.
В 1959 году было достигнуто соглашение с правительством Италии о размещении на территории страны двух эскадрилий — 865-й и 866-й, ранее базировавшихся на военной базе «Редстоунский арсенал» (Хантсвилл, США). Для размещения ракет была выбрана авиабаза «Джиойя дель Колле» в южной Италии. Два эскадрона, каждый в составе 15 ракет, были направлены в Италию в 1959 году.
В состав каждой эскадрильи входило 15 боевых ракет, разделённых на пять стартовых батарей — примерно 500 человек персонала и 20 машин оснащения на каждую ракету. Десять батарей были развёрнуты на расстоянии в 50 км друг от друга в 1961 году. Ракеты находились под официальной юрисдикцией итальянских ВВС и обслуживались итальянским персоналом, хотя контроль за ядерными боеголовками и их снаряжение осуществляли американские офицеры. Ракетные батареи регулярно меняли места дислокации. Для каждой из них в 10 находившихся поблизости деревнях были подготовлены склады горючего и жидкого кислорода, регулярно пополняемые и обслуживаемые.
Планы развёртывания предусматривали передовое базирование 45 ракет. Позиция для последней, третьей эскадрильи была выбрана лишь в октябре 1959 года. Правительство Турции, опасаясь советских претензий на проливы, поддержало американскую инициативу по размещению ядерного оружия США в стране. 15 ракет были расположены на 5 позициях вокруг Измира в 1961 году. Так же, как и в Италии, турецкий персонал осуществлял обслуживание ракет, но ядерные заряды контролировались и снаряжались офицерами США.
Развёртывание ракет в Турции вызвало сильное беспокойство правительства СССР. Имея сравнительно небольшое время подготовки к пуску (порядка 15 минут) и высокую по тем временам мобильность, ракеты могли нанести тяжелейший удар по стратегическому тылу СССР в случае начала военных действий. Стремление СССР парировать развёртывание американских ракет в итоге привело к идее размещения ракет на Кубе и началу событий, известных как Карибский кризис.
В 1963 году, спустя очень короткое время после постановки на боевое дежурство, ракеты были сняты с вооружения в ответ на демонтаж советских ракет на Кубе. ВВС США не возражали против списания БРСД, так как к этому моменту ВМФ США уже развернул намного более подходящие для передового базирования БРПЛ «Поларис», сделавшие «Юпитер» устаревшим.

## Тактико-технические характеристики
- Длина: 18,3 м
- Диаметр: 2,67 м
- Стартовая масса = 49 353 кг
- Забрасываемый вес = 750 кг
- Дальность стрельбы: 2410 км
- Тип системы управления: автономная инерциальная
- Точность (КВО): 1500 м
- Тип ГЧ: W49 — моноблочная, термоядерная
- Мощность заряда: 1,44 Мт
- Максимальная Высота траектории: 660 км
- Максимальная скорость: 5140 м/с
- Количество ступеней: 1
- Тип горючего: керосин RP-1
- Тип окислителя: жидкий кислород
- Масса заправляемого горючего: 13 796 кг
- Масса заправляемого окислителя: 31 189 кг
- Двигательная установка: ЖРД Rocketdyne S-3D
  - Тяга ДУ на уровне моря: 67,5 т
  - Время работы основного двигателя: 2 мин 38 с
  - Время работы верньерного двигателя: 12 с